# 宮脇村
宮脇村（みやわきむら）は、香川県香川郡にあった村。

## 歴史
- 1890年2月15日 - 町村制施行に伴い、香川郡宮脇村・西濱村（にしはまむら）が合併し、宮脇村が発足。
- 1914年5月1日 - 高松市に編入合併される。高松市に合併された最初の町村となった。